# Atelopus chiriquiensis
Atelopus chiriquiensis foi uma espécie de sapo da família Bufonidae. Ele é endêmico na região da Costa Rica e Panamá. Seu habitat natural são as florestas úmidas de montanhas em áreas tropicais e subtropicais e rios. Está ameaçado pela perda do seu habitat.